# Lucio Tiberio
Lucio Tiberio, o Lucius Tiberius (a veces también Lucius Hiberius, o simplemente Lucius) es un emperador romano ficticio, perteneciente a las leyendas artúricas.
Lucius aparece por primera vez en la obra de Godofredo de Monmouth Historia Regum Britanniae.  Dado que no existió ningún emperador romano con ese nombre, es probable que Monmouth lo haya concebido, o que haya escuchado su nombre como parte de la tradición popular.  Geoffrey Ashe conjetura que el nombre se refería originalmente a Glycerius, cuyo nombre degeneró en Lucerius en los textos anteriores a la obra de Monmouth.
Lucius aparece en obras posteriores de la literatura inglesa y francesa, entre las cuales están La muerte de Arturo, de Sir Thomas Malory, y el ciclo de la Vulgata.  En ellas, Lucius demanda el pago de tributo por parte del rey Arturo, y pide el reconocimiento como soberano.  Cuando Arturo rechaza esta exigencia, Lucius invade a los aliados del rey Arturo en Bretaña.  Arturo entonces cruza el Canal de la Mancha para hacer frente al ejército romano, y el desenlace lo lleva a conquistar Roma.